# 生六臣
生六臣（韓語：생육신）是指朝鲜王朝的六位大臣，因为效忠端宗，而以「不事二君」（韓語：불사이군）辭官退隱，永不出仕世祖的六位大臣，包括：
- 金時習（韓語：김시습，1435年－1493年）
- 成聃壽（朝鲜语：성담수）（？－？）
- 元昊（1397年－1463年）
- 李孟專（韓語：이맹전，1392年－1480年）
- 趙旅（朝鲜语：조려）（1420年－1489年）
- 南孝溫（朝鲜语：남효온）（1454年－1492年）

六人。有時權節（韓語：권절，1422年－1494年）會取代南孝溫作為生六臣的一員。